# Abernethy
Abernethy è un villaggio scozzese situato a 7 km a sud-est di Perth, nella regione di Perth e Kinross. Un tempo era la sede di un vescovado, trasferito poi a Saint Andrews dal IX secolo, e fu la residenza degli antichi re dei pitti. Alla morte del padre, Donald di Ogilvy, divenuto poi santo, le sue nove figlie, tutte monache, entrarono nell'Abbazia della città.
Sotto il nome latino di Abernethia (Abernethiensis), è rimasta ad oggi una sede episcopale titolare.
Nell'XI secolo fu sede del Trattato di Abernethy tra Guglielmo il Conquistatore d'Inghilterra e Malcolm III di Scozia che portò ad un patto di non belligeranzatra i due regni.